# Фания Ракиджиева
Фания Ракиджиева е българска учителка от късното Българско възраждане в Македония и деятелка на Вътрешната македоно-одринска революционна организация.

## Биография
Фания Ракиджиева, е родена в град Прилеп, тогава в Османската империя. Сестра е на Евгения Янчулева. Завършва в 1894 година с четвъртия випуск Солунската българска девическа гимназия „Свето Благовещение“.
Преподава в Прилепската девическа прогимназия. През пролетта на 1899 година Прилепската българска община я уволнява заедно с всички учители, тъй като участвали във вечерна забава.
Заедно с Анастасия Шопчева, Фана Тошева, Коца Йосифова и Мария Иванова ушива знамето на четата на Прилепския революционен район.
Ракиджиева преподава в Крушево. Влиза във ВМОРО и участва активно в подготовката на въстание през лятото на 1903 година в Крушевския революционен район.
След освобождаването на Прилеп от сръбска власт през 1915 година, през март 1916 се отваря българското училище и Ф. Ракиджиева е назначена за учителка в него.